# ژوائو گریمالدو
ژوائو آلبرتو گریمالدو اوبیدیا (انگلیسی: Joao Alberto Grimaldo Ubidia؛ زادهٔ ۲۰ فوریهٔ ۲۰۰۳) بازیکن فوتبال اهل پرو است.
از باشگاه‌هایی که در آن بازی کرده است می‌توان به باشگاه فوتبال اسپورتینگ کریستال و باشگاه فوتبال پارتیزان اشاره کرد.
وی همچنین در تیم‌های ملی فوتبال  زیر ۱۷ سال، زیر ۲۰ سال و تیم ملی فوتبال پرو بازی کرده است.